# Senouire
Die Senouire ist ein Fluss in Frankreich, der im Département Haute-Loire in der Region Auvergne-Rhône-Alpes verläuft. Sie entspringt im Gemeindegebiet von Sembadel, entwässert anfangs Richtung Nord, schlägt einen großen Bogen rund um die Stadt La Chaise-Dieu und verläuft dann in südlicher Richtung. In ihrem Mittelabschnitt ändert sie nochmals ihre Richtung, wendet sich nach Nordwest und mündet schließlich nach insgesamt rund 63 Kilometern knapp südöstlich von Brioude als rechter Nebenfluss in den Allier. Die Senouire fließt auf einem Großteil ihres Weges durch den Regionalen Naturpark Livradois-Forez.

## Orte am Fluss
- La Chaise-Dieu
- Saint-Pal-de-Senouire
- Mazerat-Aurouze
- Paulhaguet
- Domeyrat
- Lavaudieu